# Fascellina dacoda
Fascellina dacoda är en fjärilsart som beskrevs av Swinhoe 1893. Fascellina dacoda ingår i släktet Fascellina och familjen mätare. Inga underarter finns listade i Catalogue of Life.